# Текстильщики (район Москвы)

Гостиница «Москвич»

Панорама района Текстильщики, 2007 год

Тексти́льщики (разг. Текстиля́, Текстили́) — район и внутригородское муниципальное образование в Юго-Восточном административном округе города Москвы.

## Территория и границы
Граница района «Текстильщики» проходит: по северной границе Люблинского пруда, далее по оси полосы отвода Курского направления МЖД, оси Волгоградского проспекта, осям полос отвода: Малого кольца и
Курского направления МЖД, Симоновской подъездной ж/д ветки, подъездной ж/д ветки, далее на юго-восток (400 метров) по оси
северо-восточного проезда Волжского бульвара, оси Окской улицы, далее,
пересекая Волгоградский проспект, по оси юго-западного проезда Волжского бульвара и Краснодонской улицы до берега Люблинского пруда в Парке имени Шкулева.
Таким образом, район граничит с районами Нижегородский (на севере), Рязанский (на северо-востоке), Кузьминки (на востоке), Люблино (на юге) и Печатники (на западе).

## История района
Территория, которая ныне относится к району Текстильщики, была ранее известным пригородом Москвы. Здесь располагались деревня Грайвороново, сельцо Садки. Первое упоминание поселения фиксируется в XVI веке, однако оно имело иной топоним, а именно - деревня Курсаково, Гавшино тож, приписанная к Симонову Монастырю. Смутное время превратило её в пустошь, но к концу XVII века на этой земле близ Москвы поселились священники Успенского собора Кремля.
Во второй половине XVIII века, после победы русской эскадры в Чесменской бухте над турецким флотом, Садки стало имением графа Орлова-Чесменского, и отныне называлось Садки-Чесменское. По проекту великого зодчего Василия Ивановича Баженова в 1774 году здесь была построена усадьба с прудами и конюшнями. Вдоль нынешней Люблинской улицы нередко устраивались скачки — то был прообраз первого русского ипподрома. К середине XIX века Садки-Чесменское и Грайвороново стали и местом ткацких производств, и одновременно — известным дачным местом. При деревне Грайвороново была шерстопрядильная фабрика купца Богомолова.
В конце 1920-х — начале 1930-х годов вблизи платформы «Чесменская» (с 1925 года Текстильщики) возник посёлок текстильщиков. Он вырос на месте рабочих бараков близ существовавших с середины XIX века красильно-набивной фабрики Меттика, шерстоотделочной фабрики купца Музиля и ситцевой фабрики купца Остеррида. После 1930 года к посёлку текстильщиков добавился и их дом отдыха.
Дом-дворец в усадьбе Садки-Чесменское просуществовал до конца 1960-х годов, когда он был снесён. На его месте теперь стоит спортивный комплекс АЗЛК, и только старинный пруд, на берегу которого он выстроен, напоминает о некогда роскошной усадьбе «Чесменка».
О посёлке рабочих-текстильщиков напоминают названия улиц района — 1-й, 7-й, 8-й, 10-й и 11-й улицы Текстильщиков, станции метро и железнодорожной платформы

### После включения в состав Москвы
Территория была включена в состав Москвы в 1935 году и с конца 1950-х годов стала районом массовой жилищной застройки.

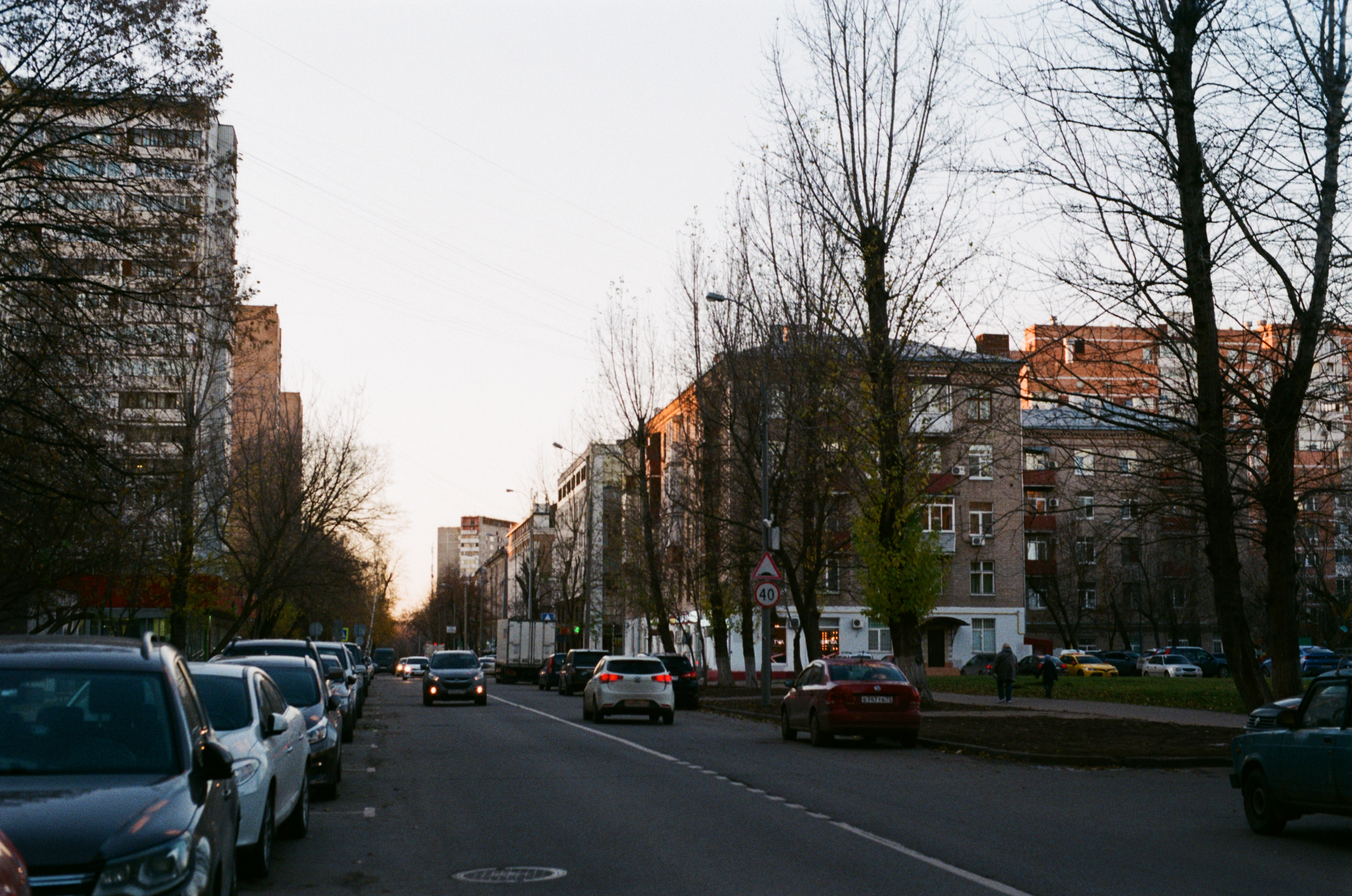
Застройка 8-й улицы Текстильщиков

С 1960 по 1969 год территория современного района входила в Ждановский район, а затем территория к югу от Волгоградского проспекта была отнесена к Люблинскому району.
В 1991 году старое разделение на районы было отменено, были образованы административные округа, в том числе Юго-Восточный административный округ и в его составе временный муниципальный округ Текстильщики, с 1995 года получивший статус района Москвы.

### Современность
В начале 2000-х гг. жители района обратились к властям с просьбой построить православный храм напротив дома № 8 по Волжскому бульвару, на что был дан официальный отказ из-за наличия в этом месте подземных коммуникаций. Однако к концу 2000-х гг. появилась информация о строительстве на этом месте мечети. После многочисленных протестов и действий местных жителей власти отказались от этой идеи, сообщив, что на этом месте будет разбит парк или построен детский сад.
В марте 2012 года жители района создали региональную общественную организацию «Народный совет района Текстильщики».

## Население
| 2002     | 2010     | 2012     | 2013     | 2014     | 2015     | 2016     |
| -------- | -------- | -------- | -------- | -------- | -------- | -------- |
| 87 849   | ↗101 712 | ↗102 451 | ↗102 935 | ↗103 552 | ↗103 782 | ↗104 516 |
| 2017     | 2018     | 2019     | 2020     | 2021     | 2023     | 2024     |
| ↗104 653 | ↗104 815 | ↗105 267 | ↗105 398 | ↘102 088 | ↗102 752 | ↘101 550 |

### Национальный состав
По итогам переписи населения 2020 года проживали следующие национальности (национальности менее 0,1 % и другое, см. в сноске к строке «Другие»):
| Национальность | Численность, чел. | Доля     |
| -------------- | ----------------- | -------- |
| Русские        | 60 521            | 59,28 %  |
| Татары         | 603               | 0,59 %   |
| Азербайджанцы  | 497               | 0,49 %   |
| Украинцы       | 448               | 0,44 %   |
| Армяне         | 444               | 0,43 %   |
| Узбеки         | 276               | 0,27 %   |
| Таджики        | 273               | 0,27 %   |
| Грузины        | 261               | 0,26 %   |
| Киргизы        | 172               | 0,17 %   |
| Белорусы       | 131               | 0,13 %   |
| Казахи         | 124               | 0,12 %   |
| Евреи          | 114               | 0,11 %   |
| Другие         | 38 224            | 37,44 %  |
| Итого          | 102 088           | 100,00 % |

## Транспорт

### Метрополитен
- «Волжская»
- «Текстильщики»

### Ж/Д транспорт
- «Текстильщики»

Расположена на Московско-Курском направлении. Имеет прямое беспересадочное сообщение на Рижское направление.

### Автобусы
29, 54, 74, с799, 143, 731 (бывш.159), 161, 193, 228, 234, 312, 334, 336, 350, 405, 426, 438, 443, 522, 524, 530, 551, 551к, 569, 623, 650, 658, 703, 713, 725, 861, Вч, Вк, м89, н5, С4, С9, т27, т38, т74.

## Парки и скверы
В районе Текстильщики располагается Парк имени Шкулёва, Люблинский парк и несколько районных скверов. 

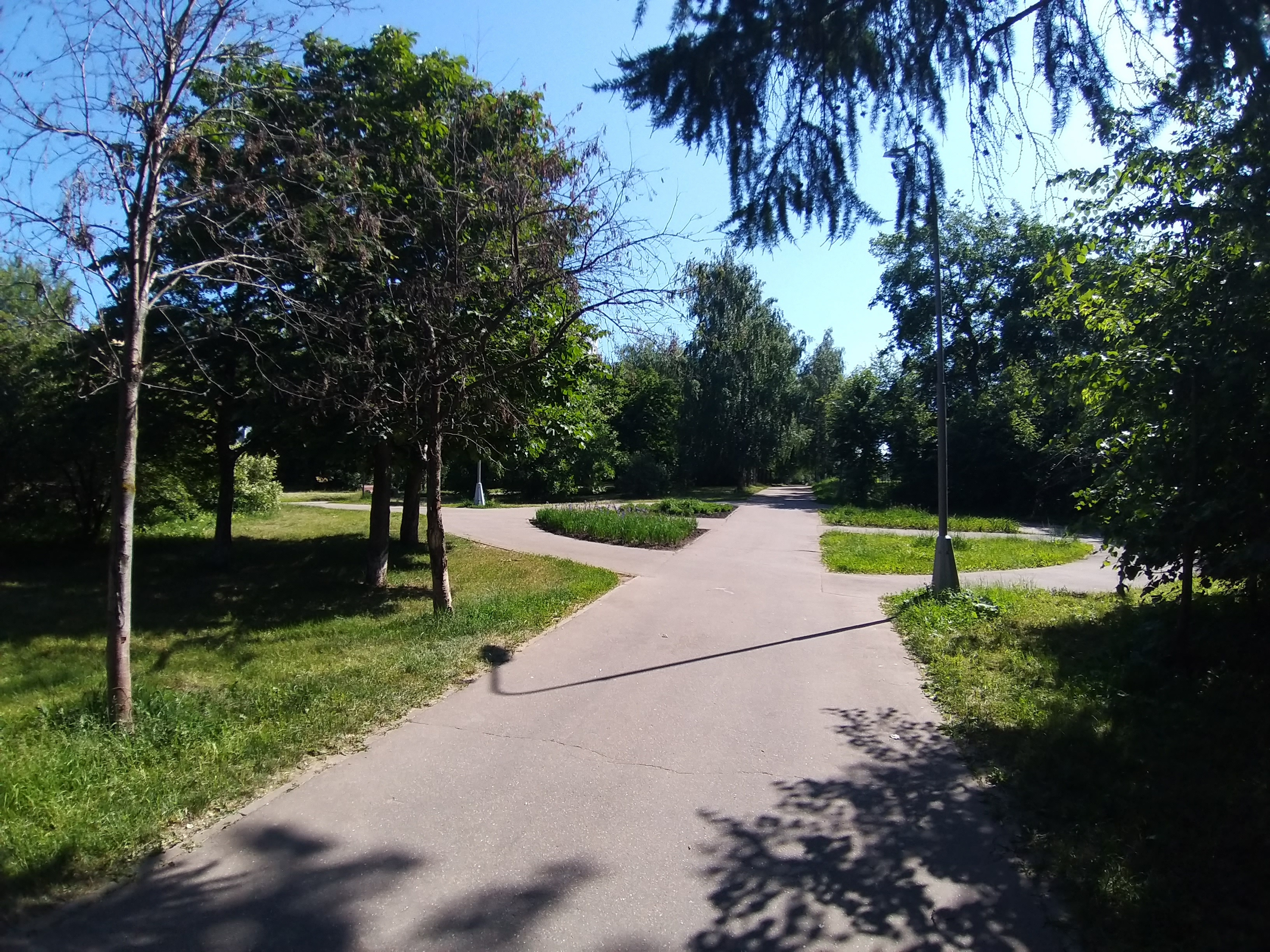
Аллея Парка имени Шкулева

Парк имени Шкулёва  — зеленая зона в южной части района Текстильщики. Парк находится в границах Природно-исторического парка «Кузьминки-Люблино и располагается на берегу реки Чурилиха в границах улиц Люблинская и Краснодонская, вдоль улицы Шкулева. Площадь парка — около 22 Га. Парк имени Шкулёва назван в честь русского поэта Ф.С. Шкулева. Контуры парка были очерчены в 1995-1996 годах после окончания строительства первого участка Люблинско-Дмитровской линии московского метрополитена «Чкаловская-Волжская». К 2012 году парк пришел в запустение и в 2013 году был обновлен.  

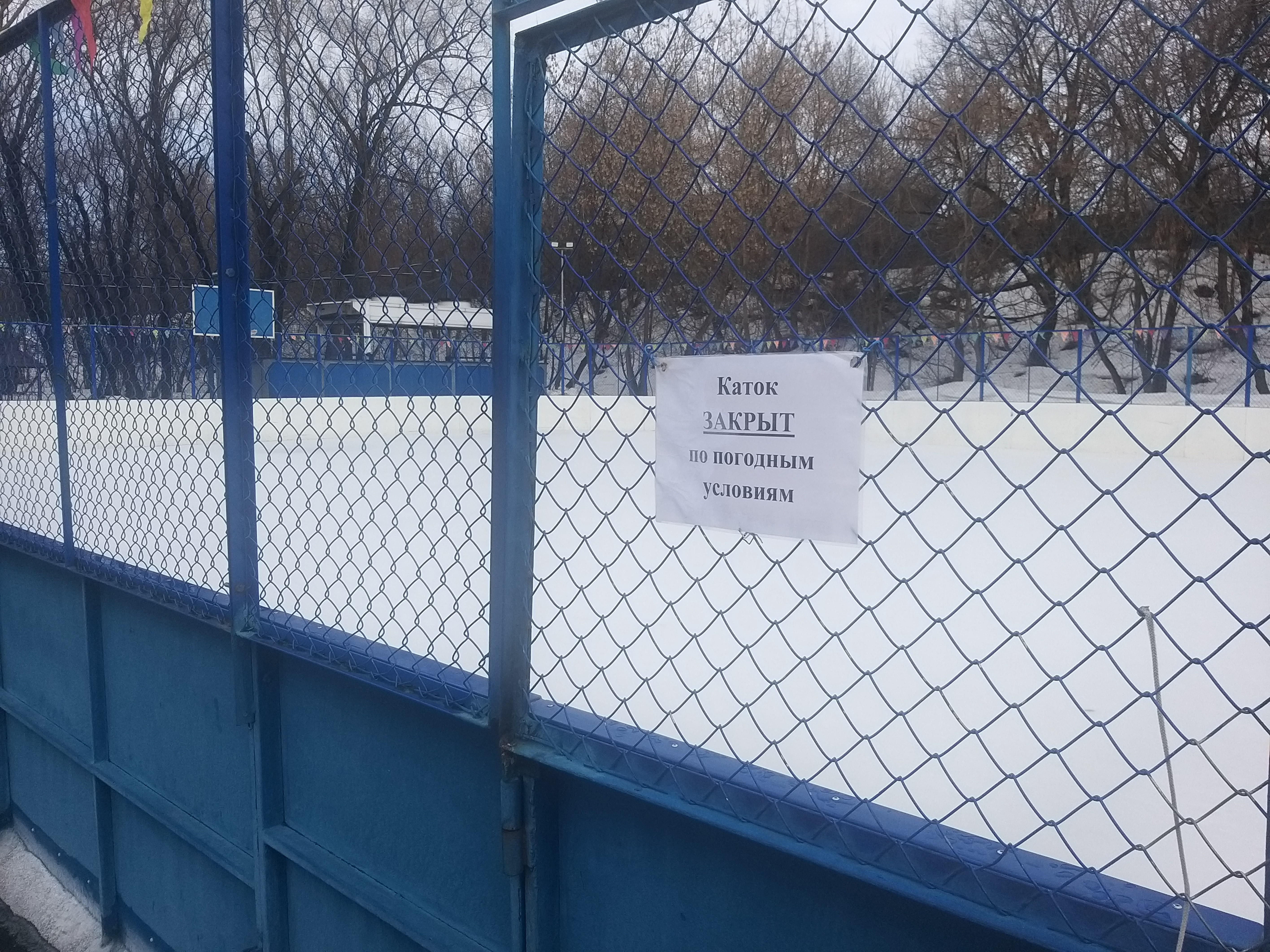
Каток в Парке имени Шкулева

Проектное решение благоустройства Парка имени Шкулёва принадлежит компании «Эра Проект». В результате работ в парке обновили дорожно-тропиночную сеть, провели зонирование, организовали новые спортивные и досуговые площадки, места для выгула собак, пункты проката, беговую и велосипедную дорожки. В 2016 году в парке им. Шкулева появилась «Ветеранская беседка» — сцена для массовых мероприятий. После этого Парк имени Шкулёва регулярно благоустраивался вплоть до 2023 года.
В зимнее время в парке функционирует каток.
Сквер имени 200-летия А.С. Пушкина — районный сквер, протянувшийся вдоль улицы Люблинская (ориентир — дом №7). В сквере находится бюст поэту, установленный на постаменте высотой примерно 180 см. В 2017-2018 годах сквер находился в заброшенном состоянии из-за строительства станции «Текстильщики» БКЛ. В 2020 году вошел в список объектов благоустройства в рамках программы повышения качества городской среды «Мой район».
Территория вокруг пруда «Садки» — небольшой парк, расположенный вокруг одноименного пруда. Находится рядом со станцией метро «Текстильщики» и Дворцом спорта «Москвич». Площадь пруда составляет 3,16 Га, первые упоминания о нем относятся к XII веку. В 2006 году при очистке пруда в иловых отложениях была обнаружена мина времен Великой Отечественной войны. В акватории пруда водится рыба, растут кувшинки. В 2018 году территорию у пруда благоустроили: берега укрепили габионом, а прибрежные полосы застелили рулонным газоном.
Сквер в 1-м Саратовском проезде - районный сквер площадью 4 Га, расположен между улицей Саратовская и Волгоградским проспектом. В 2021 году сквер был комплексно благоустроен по программе создания комфортной городской среды «Мой район». В рамках работ обновили дорожно-тропиночную сеть, реконструировали детскую площадку, установили многоуровневый игровой комплекс, качели-«гнезда» и веревочную полосу препятствий. Также обустроили спортивный комплекс и стритбольную площадку. Появилась зона тихого отдыха, там установили скамейки и садовые качели. В центре сквера разбили альпийскую горку. Территорию дополнительно озеленили: высадили свыше 1,4 тысячи кустарников и более 80 деревьев. Также полностью обновили освещение и установили арт-объект «Я люблю Текстильщики».

## Геральдическое описание герба
В щите московской формы золотой пояс, обремененный справа и слева красными сквозными ромбами. Верхнее поле зеленое, нижнее голубое. Поверх всего наложен идущий на задних лапах горностаевый лев, с золотыми языком, клыками и когтями, держащий в правой поднятой лапе Андреевский флаг на золотом древке с таким же навершием.

## Объяснение символики герба
Золотой пояс символизирует основную магистраль муниципального образования — Волгоградский проспект, разделяющий его на две равные части.
Зеленый цвет указывает на изначально болотистый характер местности, голубой на наличие прудов и водоемов.
Горностаевый идущий лев — элемент из родового герба графов Орловых-Чесменских, владевших этими землями. Существовавшее на этой территории селение Садки было переименовано в Чесменку. Это же название получила и построенная много лет спустя железнодорожная станция. Приставку «Чесменский» к своей фамилии граф А. Г. Орлов Получил за победу в морском сражении при Чесме, где русские корабли под его командованием разбили турецкий флот. Этим объясняется наличие в лапе у льва Андреевского военно-морского флага, напоминающего славную страницу истории русского флота. Красные сквозные ромбы геральдический символ веретен, ткацкой и текстильной промышленности указывают на наименование муниципального образования.